# Tabaçô
Tabaçô é uma povoação portuguesa do Município de Arcos de Valdevez que foi sede da extinta Freguesia de Tabaçô, freguesia que tinha 0,9 km² de área e 355 habitantes (2011), e, por isso, uma densidade populacional de 394,4 hab/km².
A Freguesia de Tabaçô foi extinta em 2013, no âmbito de uma reforma administrativa nacional, tendo sido agregada à freguesia de Souto, para formar uma nova freguesia denominada União das Freguesias de Souto e Tabaçô com sede em Souto.

## População
| População da freguesia de Tabaçô | População da freguesia de Tabaçô | População da freguesia de Tabaçô | População da freguesia de Tabaçô | População da freguesia de Tabaçô | População da freguesia de Tabaçô | População da freguesia de Tabaçô | População da freguesia de Tabaçô | População da freguesia de Tabaçô | População da freguesia de Tabaçô | População da freguesia de Tabaçô | População da freguesia de Tabaçô | População da freguesia de Tabaçô | População da freguesia de Tabaçô | População da freguesia de Tabaçô |
| -------------------------------- | -------------------------------- | -------------------------------- | -------------------------------- | -------------------------------- | -------------------------------- | -------------------------------- | -------------------------------- | -------------------------------- | -------------------------------- | -------------------------------- | -------------------------------- | -------------------------------- | -------------------------------- | -------------------------------- |
| 1864                             | 1878                             | 1890                             | 1900                             | 1911                             | 1920                             | 1930                             | 1940                             | 1950                             | 1960                             | 1970                             | 1981                             | 1991                             | 2001                             | 2011                             |
| 152                              | 175                              | 380                              | 391                              | 416                              | 242                              | 402                              | 294                              | 334                              | 332                              | 366                              | 350                              | 386                              | 351                              | 355                              |

Nos anos de 1890 a 1930 tinha anexada a freguesia de Santar.
| Distribuição da População por Grupos Etários | Distribuição da População por Grupos Etários | Distribuição da População por Grupos Etários | Distribuição da População por Grupos Etários | Distribuição da População por Grupos Etários | Distribuição da População por Grupos Etários | Distribuição da População por Grupos Etários | Distribuição da População por Grupos Etários | Distribuição da População por Grupos Etários | Distribuição da População por Grupos Etários |
| -------------------------------------------- | -------------------------------------------- | -------------------------------------------- | -------------------------------------------- | -------------------------------------------- | -------------------------------------------- | -------------------------------------------- | -------------------------------------------- | -------------------------------------------- | -------------------------------------------- |
| Ano                                          | 0-14 Anos                                    | 15-24 Anos                                   | 25-64 Anos                                   | > 65 Anos                                    |                                              | 0-14 Anos                                    | 15-24 Anos                                   | 25-64 Anos                                   | > 65 Anos                                    |
| 2001                                         | 52                                           | 67                                           | 187                                          | 45                                           |                                              | 14,8%                                        | 19,1%                                        | 53,3%                                        | 12,8%                                        |
| 2011                                         | 51                                           | 36                                           | 196                                          | 72                                           |                                              | 14,4%                                        | 10,1%                                        | 55,2%                                        | 20,3%                                        |

.	
           